# سیارک ۴۹۴۴۰
سیارک ۴۹۴۴۰ (به انگلیسی: 49440 Kenzotange، نامگذاری:1998YP5) چهل و نه هزار و چهارصد و چهلمین سیارک کشف شده‌است که در ۲۱ دسامبر ۱۹۹۸ کشف شد.